# ITB V2/V3
V2A, V2B, V3A i V3B – oznaczenia czterech serii 587 przegubowych wagonów tramwajowych produkcji rumuńskiej, których pudła opierają się na wózkach Jakobsa.

## Produkowane odmiany
- V2A – dwuczłonowe, sześcioosiowe, jednokierunkowe tramwaje przegubowe; wyprodukowano 66 egzemplarzy.
- V2B – dwuczłonowe, sześcioosiowe, dwukierunkowe tramwaje przegubowe; powstało siedem takich wagonów.
- V3A – trójczłonowe, ośmioosiowe, jednokierunkowe tramwaje dwuprzegubowe; zbudowano 514 sztuk.
- V3B – trójczłonowe, ośmioosiowe, dwukierunkowe tramwaje dwuprzegubowe; w latach 1984–1985 wyprodukowano 15 tramwajów na skutek przebudowy wagonów V3A.

## Historia

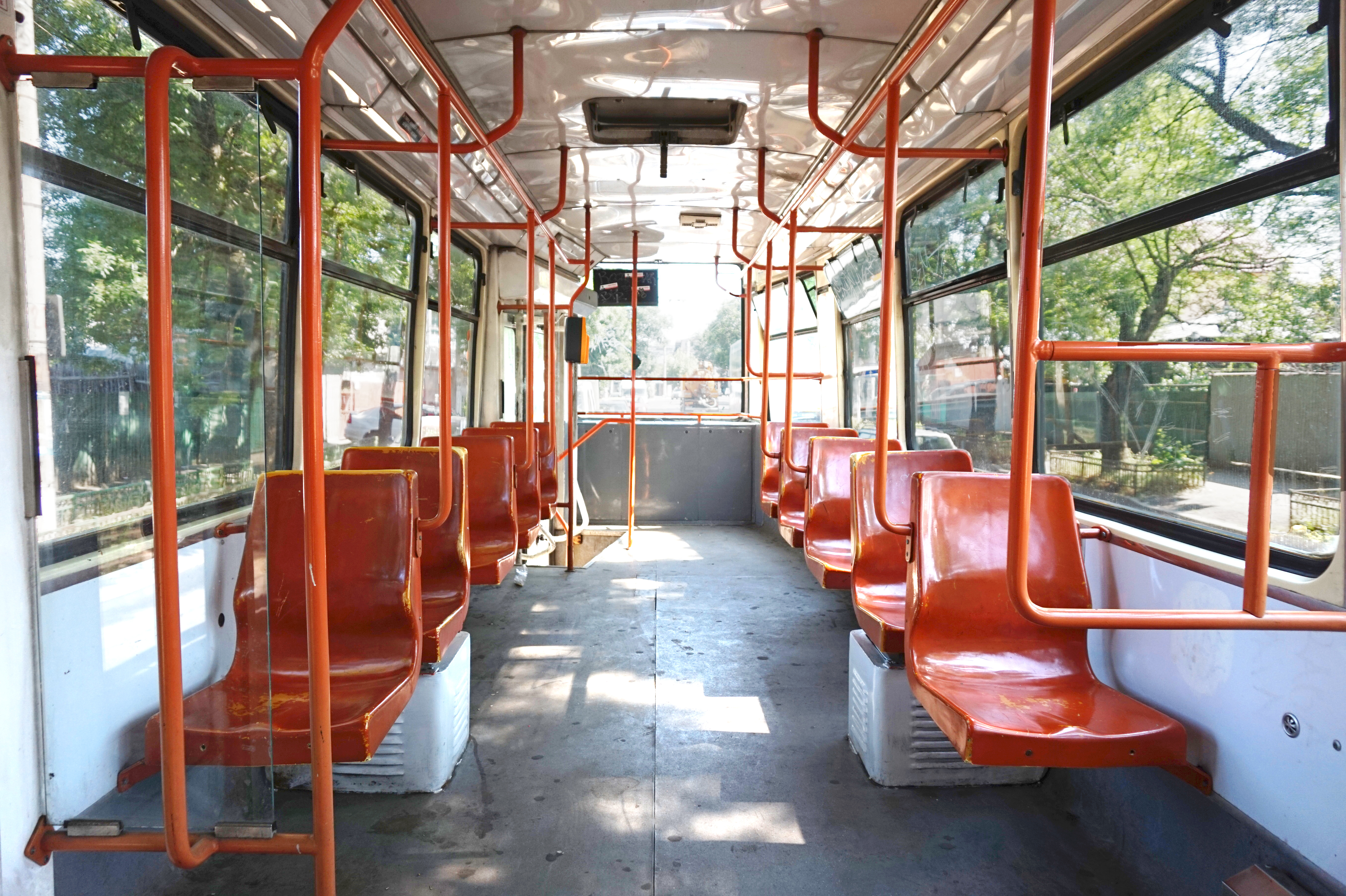
Wnętrze

Prototypy wagonów powstały w latach: 1971 (V3A prototyp), 1972 (V3A), 1981 (V2A) oraz 1986 (V2B) w warsztatach głównych bukaresztańskiej sieci tramwajowej (rum. Atelierele Centrale). Zgodnie z dekretem 132/1973 przedsiębiorstwo komunikacyjne Întreprinderea de Transport București (ITB), noszące obecnie nazwę Regia Autonomă de Transport București (RATB), zobowiązane zostało do wydzielenia ze struktury organizacyjnej firmy warsztatów tramwajowych. Nowo powstałym zakładom, powstałym w 1973 r., nadano nazwę Uzinei de Reparaţii Atelierele Centrale, w skrócie URAC.
Konstrukcję tramwajów typu V3A oparto na wyprodukowanych w 1969 r. przez Linke-Hoffmann-Busch (LHB), sprowadzonych z Niemiec wagonach sześcioosiowych, odpowiadających konstrukcyjnie tzw. „typowi 69” tramwajów w Brunszwiku. Wyżej wymienione tramwaje o numerach taborowych 13–18 (od 1974 r.: 6951–6956) były sześcioosiowe i posiadały odbieraki prądu typu nożycowego. Początkowo planowano, że firma ITB zamówi w zakładach LHB części do 100 wagonów ośmioosiowych, a następnie zmontuje je na miejscu na licencji wyżej wymienionych zakładów. Prototyp tramwaju miał służyć wyłącznie w celu przetestowania konstrukcji, jednakże po sześciu miesiącach w Rumunii zaczęto budować jego kopie bez wcześniejszego uzyskania licencji. Z tego powodu, zakłady LHB zażądały zwrotu wypożyczonego prototypu; przedsiębiorstwo ITB zdecydowało się ostatecznie na jego zakup. Prototyp otrzymał numer taborowy 3501 i kursował po ulicach Bukaresztu do 1991 r.
W trakcie produkcji seryjnej wprowadzono modyfikacje w oryginalnej konstrukcji, opracowanej przez LHB: usunięto jedną parę drzwi prowadzących do wnętrza, zrezygnowano z zaokrąglonych krawędzi dachu oraz ścian nadwozia oraz zmodyfikowano wygląd kaset na numer oraz trasę linii. Masa wagonów uległa zwiększeniu: prototyp ważył 12 ton i posiadał konstrukcję przodu i tyłu wzmocnioną włóknem szklanych, podczas gdy wagony seryjne miały masę wynoszącą 25 ton. Do znacznej zmiany tego parametru przypuszczalnie doprowadziło powierzchowne tłumaczenie dokumentacji technicznej. Wózki, na których opierało się nadwozie wagonów typu V3A, dostarczył bukaresztański zakład Intreprinderea de Reparaţii Auto Griviţa (IRA Griviţa), funkcjonujący przez pewien czas pod nazwą Centralei Industriale de Reparaţii Auto (CIRA) i wytwarzający zasadniczo identyczne wózki dla tramwajów jednoczłonowych typu Timiș 2.
Przegubowe tramwaje serii V do 1982 r. produkowano wyłącznie dla miejscowej, stołecznej sieci tramwajowej. Jednakże po 1981 roku, z powodu ograniczeń dewizowych i przepisów, zakończył się import wagonów tramwajowych Tatra produkcji czechosłowackiej, a  fabryka Electrometal Timișoara (produkująca wówczas wagony typu Timiș 2) nie była w stanie zaspokoić krajowego zapotrzebowania na nowe wagony tramwajowe. Zakłady URAC przystąpiły wobec tego w 1984 roku do wytwarzania tramwajów także dla innych miast:
| Miasto      | Liczba, szt.           | Lata produkcji                                                             | Numery taborowe |
| ----------- | ---------------------- | -------------------------------------------------------------------------- | --- |
| Bukareszt   | 362 V3A 042 V2A 07 V2B | 1971 1972 1973 1974 1975 1976 1977 1978 1979 1980 1981 1982 1986 1987 1990 | 001 (prototyp) 002–006 (V3A) 007–016 (V3A) 017–037 (V3A) 038–089 (V3A) 090–143 (V3A) 144–201 (V3A) 202–253 (V3A) 254–293 (V3A) 294–337 (V3A) 338–351 (V3A), 4001 (V2A) 4002–4036 (V2A) 352 (V3A), 4037–4044 (V2B), 4045–4048 (V2A) 353–361 (V3A), 4049 (V2A) 362 (V3A) |
| Konstanca   | 075 V3A                | 1984 1985 1986 1987 1990                                                   | 101–110 111–140 141 142–170 171–175 |
| Ploeszti    | 029 V3A                | 1987 1988 0                                                                | 7001–7005, 7007–7008, 7010, 7013–7014, 7018–7019 7023–7024, 7028–7037, 7041–7042, 7045, 7047–7048 |
| Braszów     | 016 V3A 04 V2A         | 1987 1988 1989                                                             | 1–8 (V3A) 9–12 (V2A), 13–16 (V3A) 17–20 (V3A) |
| Kluż-Napoka | 06 V3A 016 V2A         | 1987 1988                                                                  | 101–106 107–122 |
| Oradea      | 03 V2A 06 V3A          | 1988 1989 1990                                                             | 20–21 (V2A) 22 (V2A), 23–27 (V3A) 28 (V3A) |
| Braiła      | 010 V3A                | 1988–1989                                                                  | 80–89 |
| Botoszany   | 010 V3A                | 1990                                                                       | 1–10 |
| Jassy       | 01 V2A                 | 1992                                                                       | 350 |

Oprócz jednego wąskotorowego wagonu, który trafił do Jassów, wszystkie wagony fabrycznie wyposażono w wózki normalnotorowe. W 1993 r. do tego miasta trafiły 24 używane egzemplarze typu V2A: 16 sztuk z Klużu-Napoki oraz 8 sztuk z Oradei (w Oradei znajdowało się początkowo 9 tramwajów tego typu, lecz jeden z nich spłonął). Sześć wagonów typu V3A miasto Kluż-Napoka przekazało – również w 1993 r. – Botoszanom, gdzie nadano om numery taborowe z zakresu 11–16. Zatem w 1993 r. zakończono eksploatację tramwajów z Bukaresztu zarówno w Klużu-Napoce, jak i Oradei.
W Jassach używane tramwaje typu V2A i V3A do 1997 r. przebudowano w zakładach S.C. Nicolina S.A. zmieniając wózki na wąskotorowe, a następnie włączono je do ruchu liniowego z numerami 351-374. W wagonach typu V3A pochodzących z Oradei zdemontowano środkowy człon.
Przegubowe tramwaje wyprodukowane w Bukareszcie były dawniej dość rozpowszechnione w Rumunii, jednak nie kursowały one nigdy w Aradzie, Krajowej, Gałaczu, Sybinie, Reșițy i Timișoarze. Do tychże miast dostarczano wytwarzane przez konkurencję tramwaje typu Timiș 2. W Botoszanach, Braszowie i Konstancy przez pewien czas wagony z Bukaresztu stanowiły całość parku taborowego.
Na skutek rewolucji rumuńskiej oraz połączonych z nią przemian gospodarczych, w 1992 r. zaprzestano produkowania tramwajów w bukaresztańskich warsztatach. Od połowy lat 90. XX wieku przedsiębiorstwa komunikacyjne z większości miast sprowadzały używany tabor tramwajowy z Europy Zachodniej, którym zastępowano wagony serii V. Mimo to w Bukareszcie na początku 2017 r. wciąż wiele egzemplarzy znajdowało się w ruchu liniowym. Tramwaje eksploatowane w stolicy poddano modernizacjom; prace remontowe przeprowadzono w zakładach FAUR, Electroputere lub w warsztatach własnych przedsiębiorstwa. Niektóre egzemplarze otrzymały nowy środkowy człon niskopodłogowy.

## Galeria

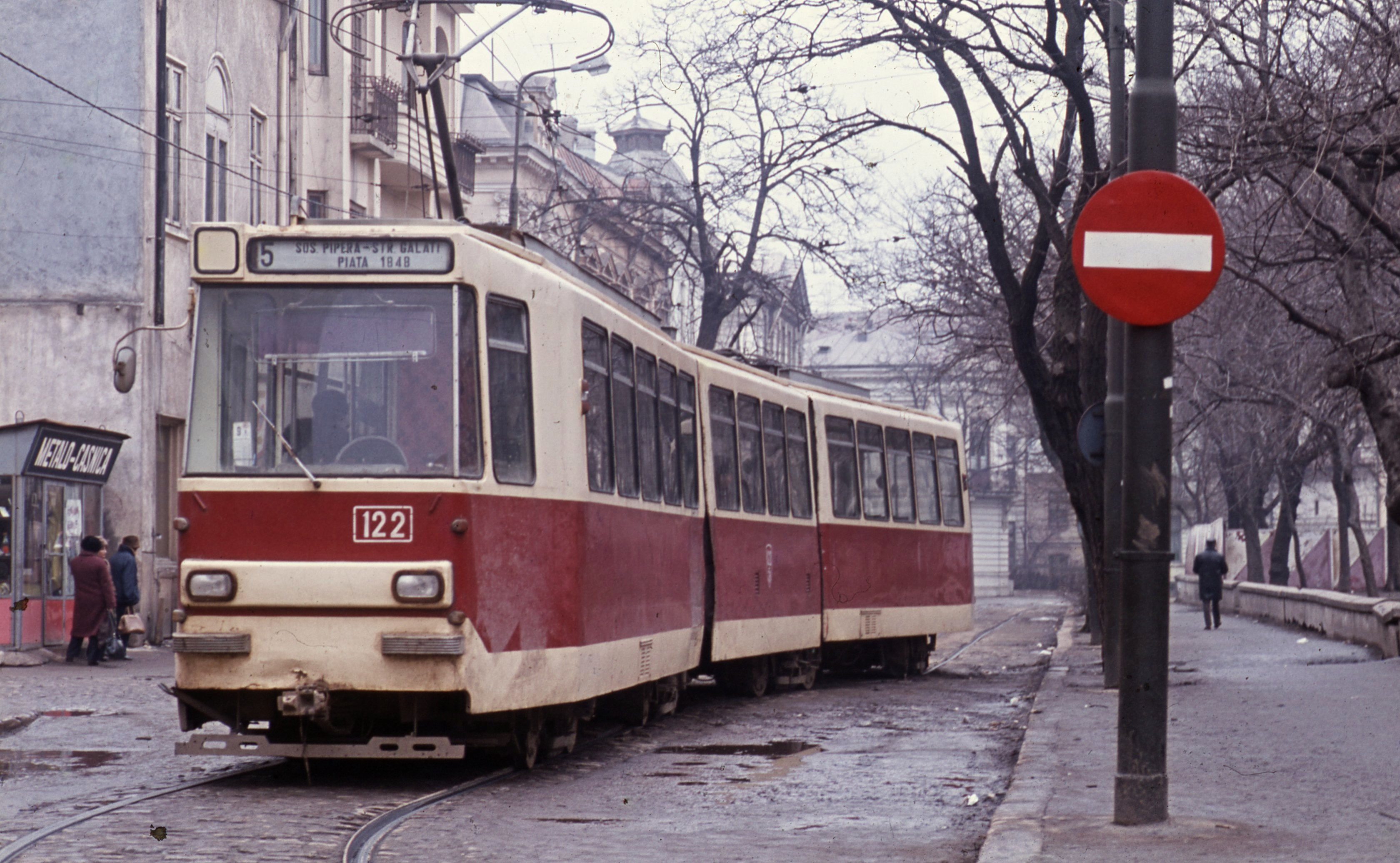
Bukaresztański V3A w dawnym schemacie malowania, 1986 r.
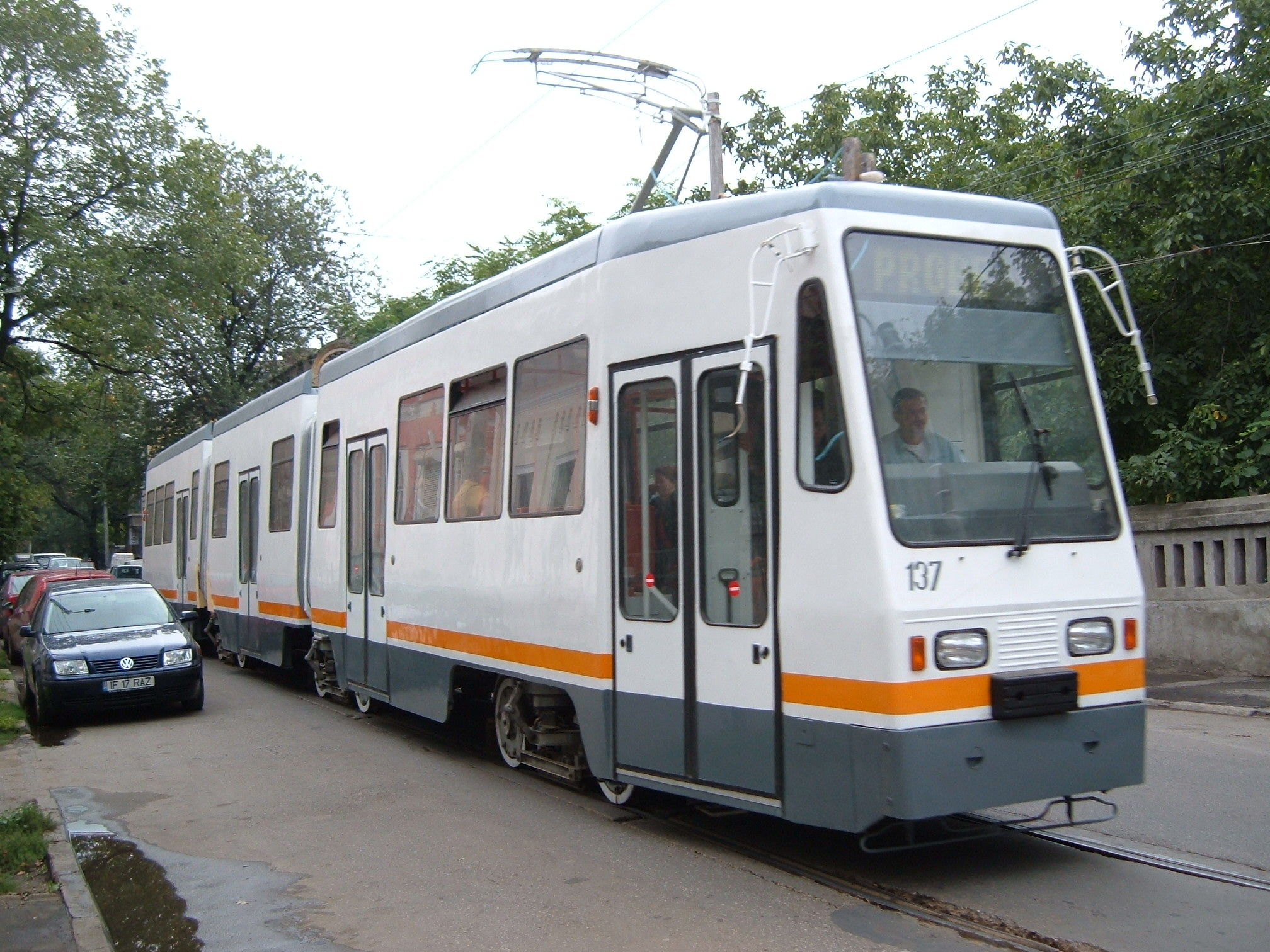
Zmodernizowany V3A Electroputere w Bukareszcie
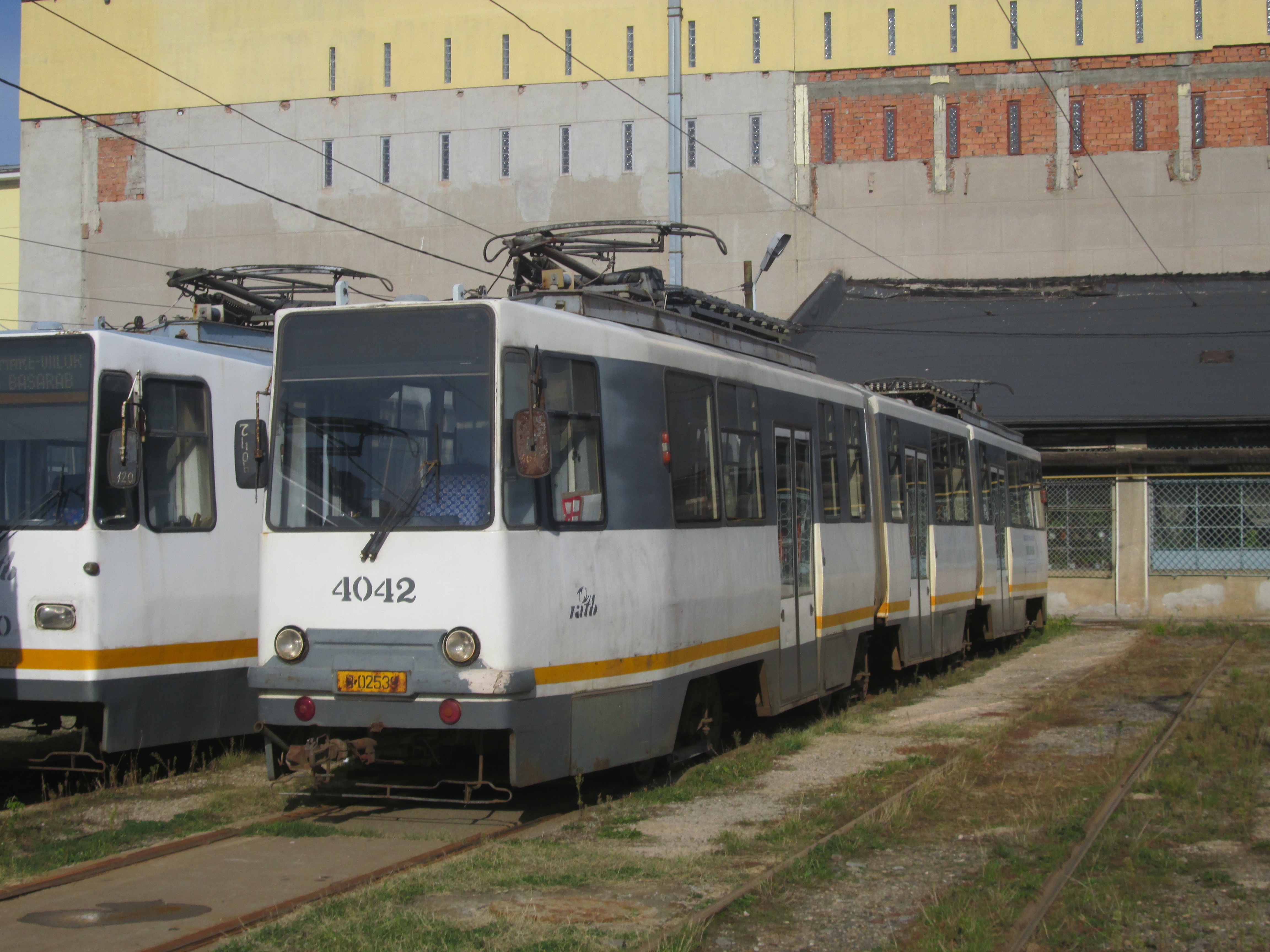
Zmodernizowany V3B (ex V2B) ze środkowym członem niskopodłogowym w Bukareszcie
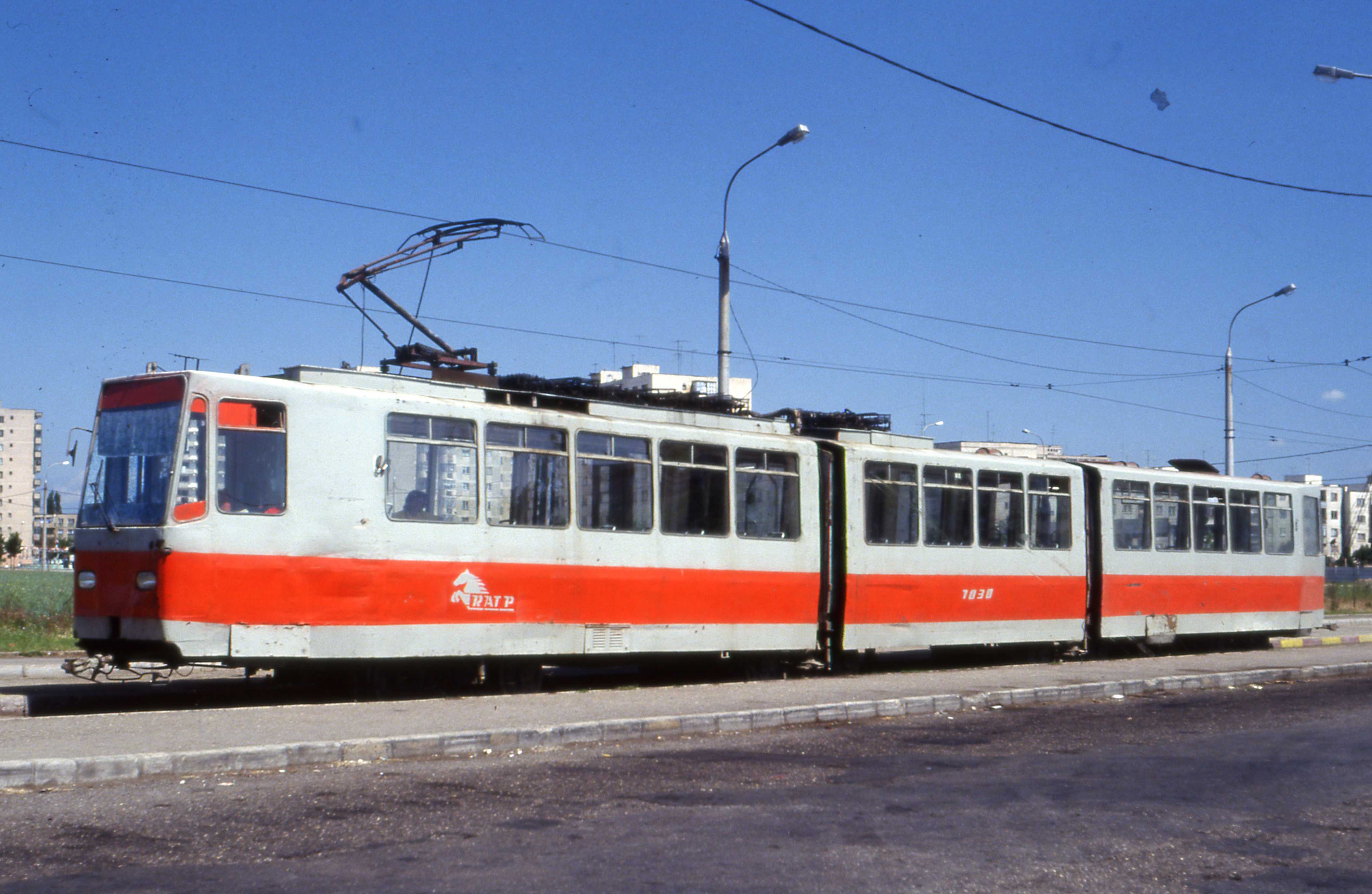
V3A w Ploeszti, 1994 r.
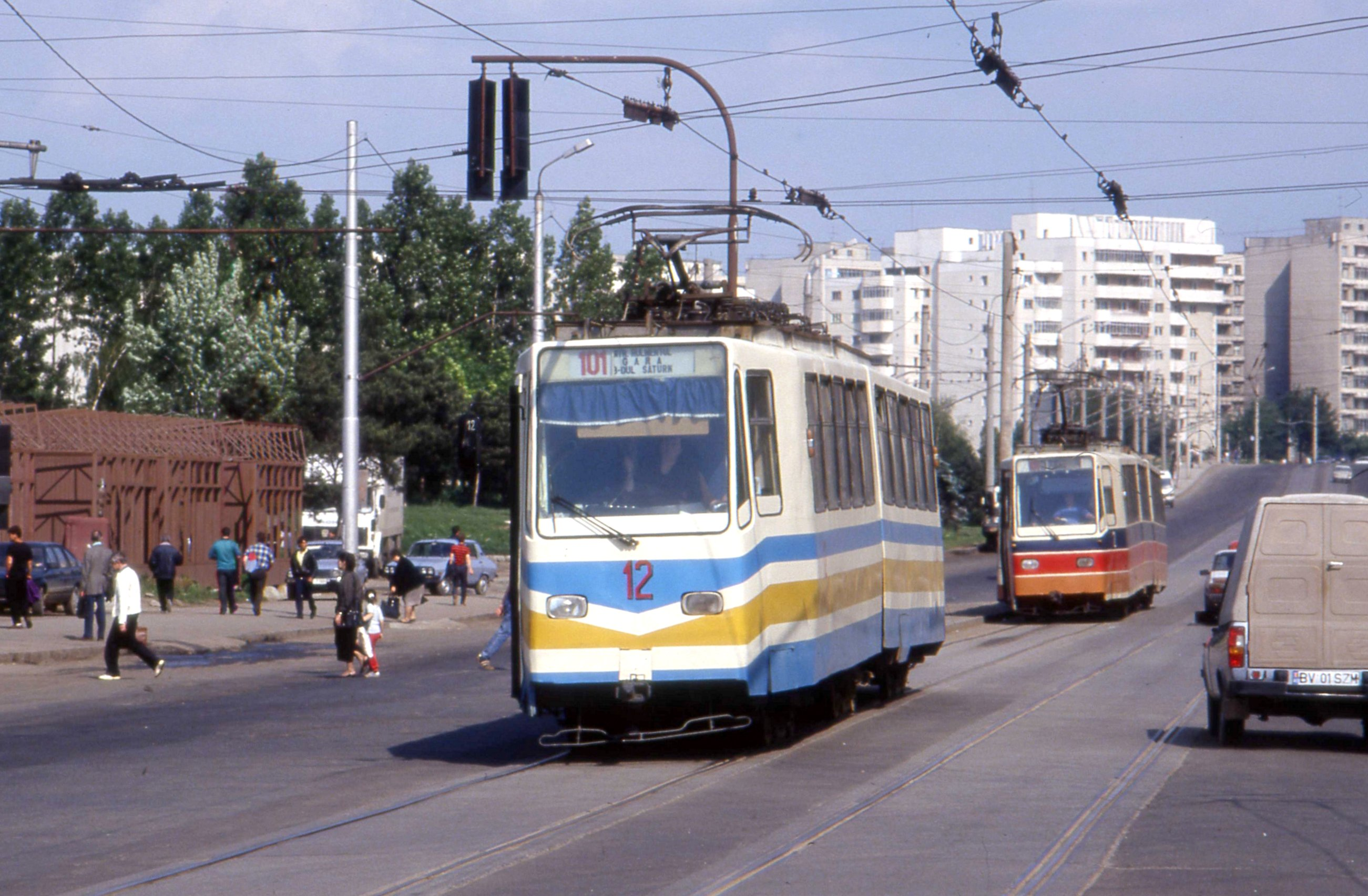
V2A w Braszowie, 1994 r.
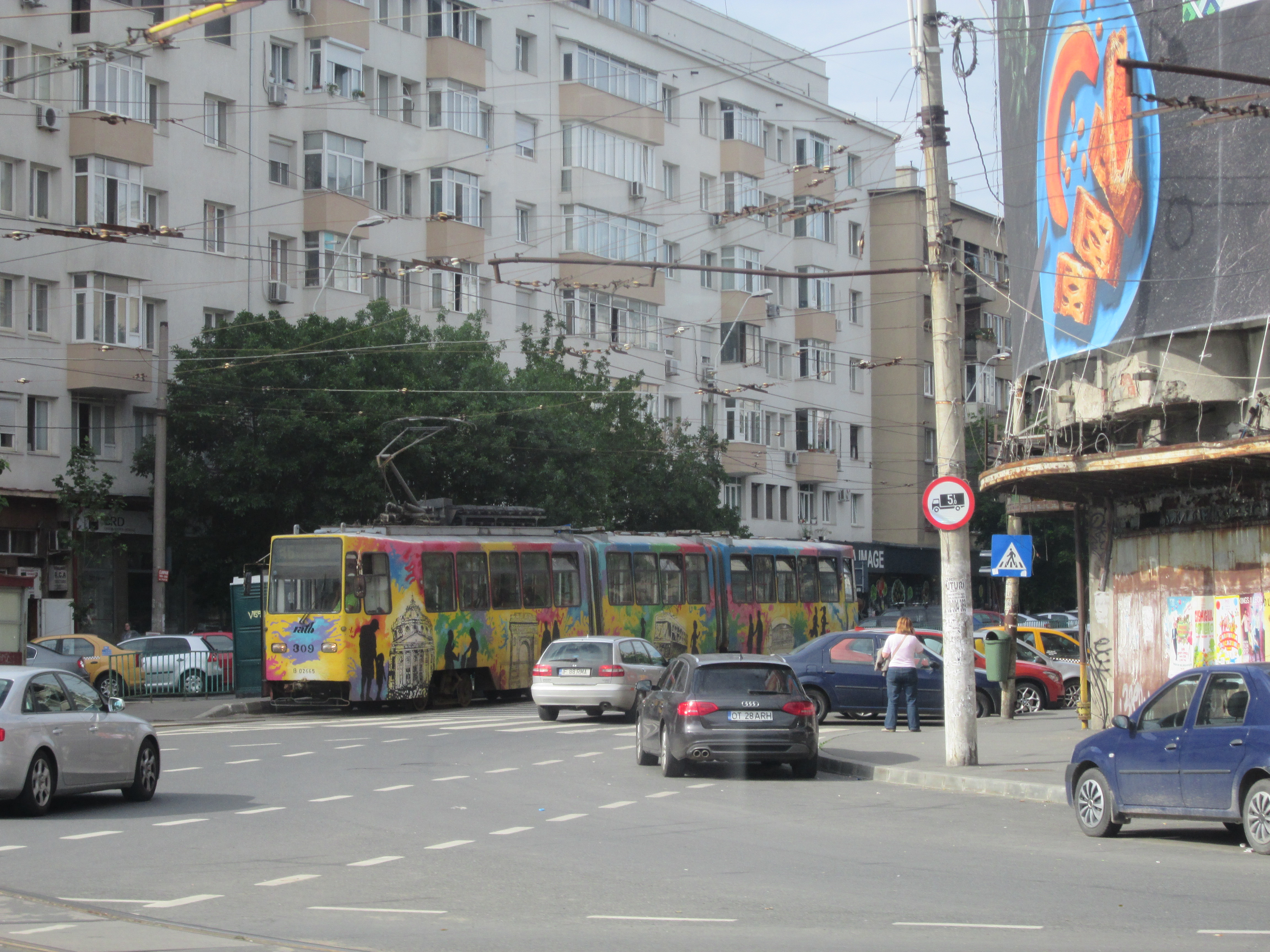
V3A 309 w specjalnych barwach